# 다이쇼촌 (히로시마현)
다이쇼촌(大正村)은 일본 히로시마현 아시나군에 설치되었던 촌이다. 현재의 후추시, 진세키군 진세키코겐정의 일부에 해당한다.

## 역사
- 1889년 4월 1일, 정촌제 시행으로, 아시다군 기노야마촌, 구와기촌, 무카바키촌이 발족.
- 1898년 10월 1일, 군 통합으로 위 3촌의 소속이 아시나군으로 변경.
- 1913년 2월 1일, 위 3촌이 합병하여, 다이쇼촌(大正村)을 신설.
- 1949년 7월 1일, 오이자 구와기를 진세키군 다카후타촌에 편입.
- 1955년
  - 3월 17일, 고누군 조게정의 일부를 편입.
  - 3월 31일, 아시나군 아지촌과 합병하여 교와촌(共和村)을 신설하면서 다이쇼촌이 폐지됨. 교와촌은 당일 교와촌(協和村)으로 개칭.